# 阿昆島

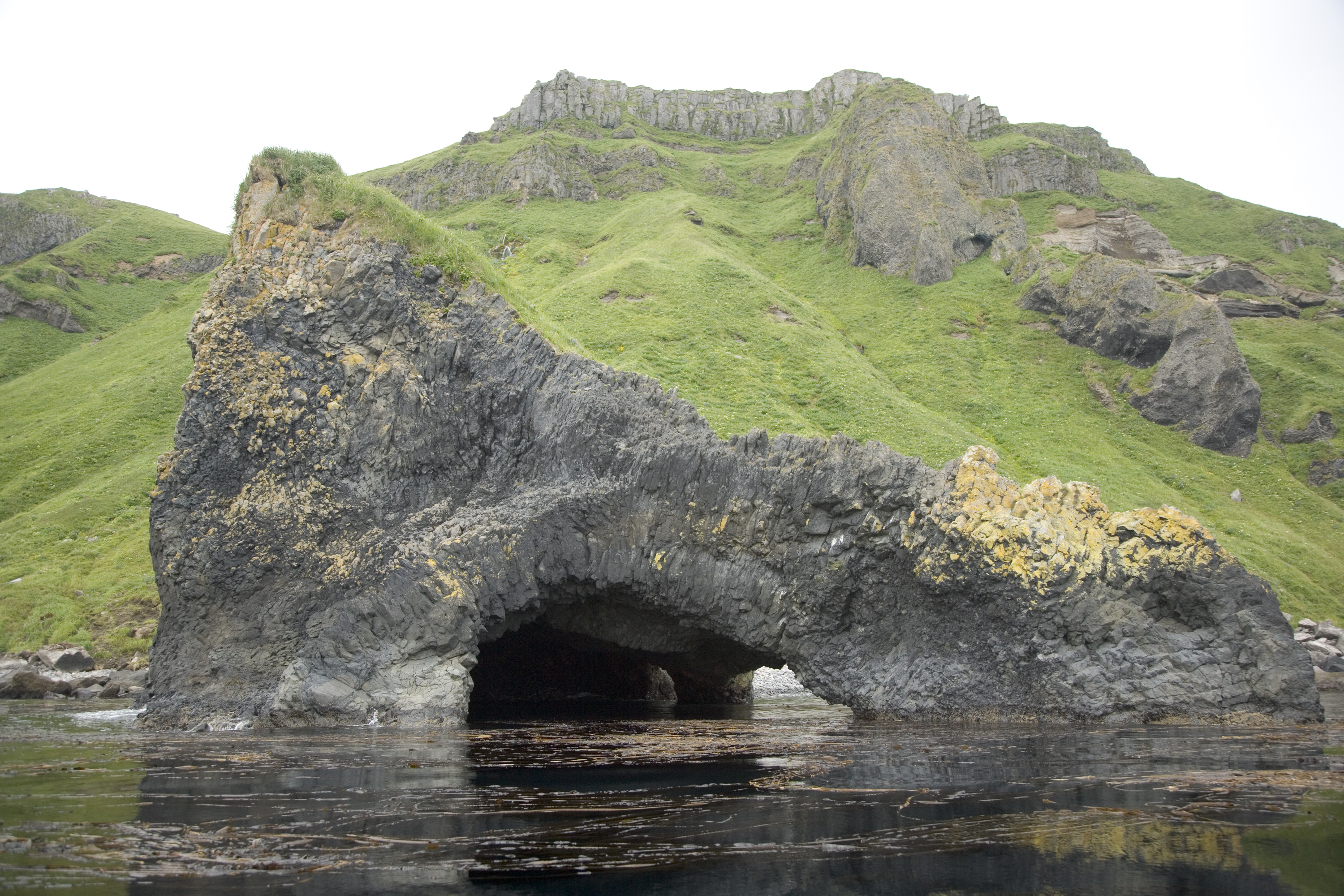
阿昆島的玄武岩海溶洞

阿昆島是美國的島嶼，位於太平洋海域，屬於福克斯群島的一部分，由阿拉斯加州負責管轄，長22.57公里、寬18.2公里，面積166.77平方公里，最高點海拔高度818米，島上無人居住。
54°11′18″N 165°31′43″W / 54.18833°N 165.52861°W